# Fujin

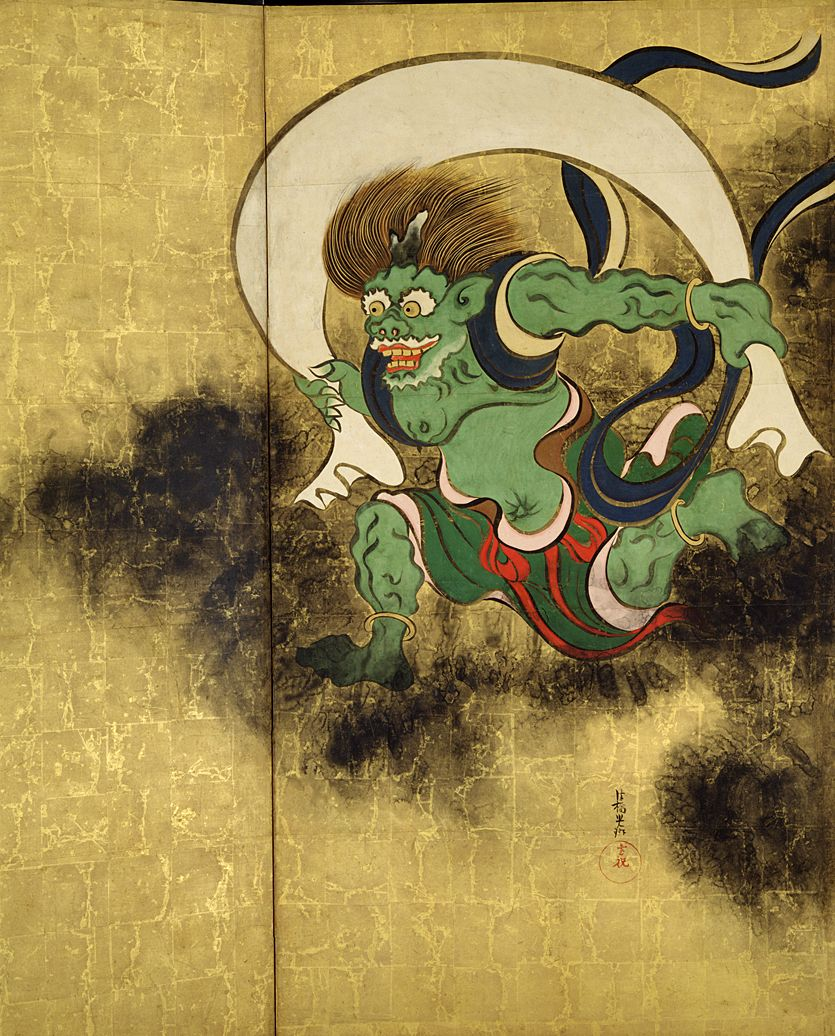
O deus do vento, Fujin. Século XVII.

Fujin (風神, Fūjin lit. "Deus do Vento"), tambem chamado the Fūten (風天), Fūhaku (風伯) ou Shinatsunohiko (シナツノヒコ), é o deus japonês do vento e uma das divindades xintoistas mais antigas.  Ele estava presente na criação do mundo e quando ele deixou o vento sair pela primeira vez da sua bolsa, este clareou a neblina da manhã e preencheu o espaço entre o céu e a terra, e assim o sol brilhou.

## Representação
Ele é retratado como um demônio mágico aterrorizante, assemelhando-se a um humanoide ou oni e de pele verde, vestindo uma tanga de pele de tigre ou leopardo, carregando uma grande bolsa de ventos (風袋; Kazebuko/Fūtai) em seus ombros. Na arte japonesa, a divindade é frequentemente retratada como parceoro de Raijin, o deus dos raios, trovões e tempestades.

## Mito
Quando o deus Izanagi tinha descido à Yomi (mundo dos mortos) para resgatar Izanami, ele a encontrou como um cádaver apodrecido, coberto de "vermes" (oni); Uma visão que o repugnou tanto ao ponto de fugir.
Furiosa por ser abandonada, Izanami mandou os demônios á perseguir-lo, mas Izanagi bloqueou a entrade de Yomi com uma rocha enorme, impedindo-os.
Mesmo assim, alguns demônios conseguiram escapar de Yomi por uma pequena rachadura na rocha, uns deles sendo Fujin e Raijin

## Cultura popular
- Personagem do videojogo Mortal Kombat 11.